# أبولون سميرني

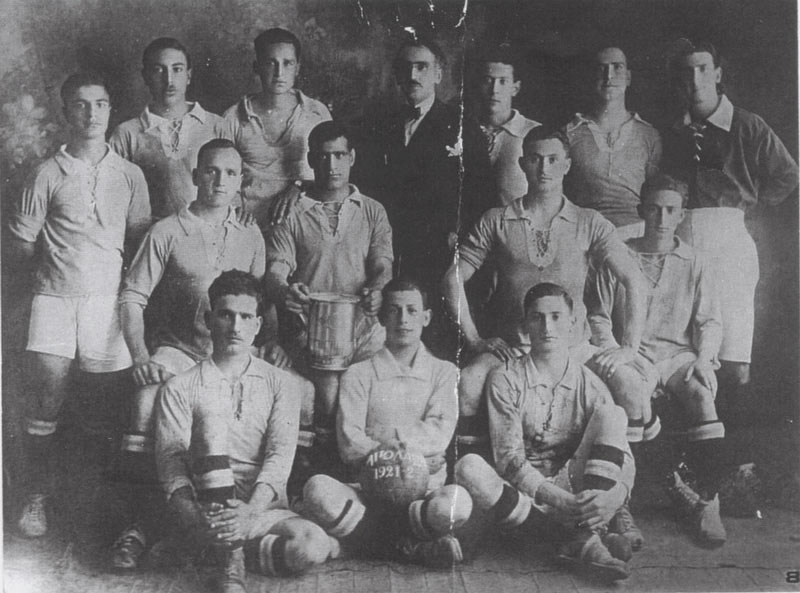
نادي أبولون سميرني لكرة القدم

نادي أبولون سميرني (باليونانية:  ΠΑΕ Απόλλων Σμύρνης)‏ ، هو نادي رياضي لكرة القدم في العاصمة اليونانية أثينا ، تأسس سنة 1891م وهو أحد أقدم الأندية اليونانية التي كانت خاضعة للحكم العثماني.

## معرض صور

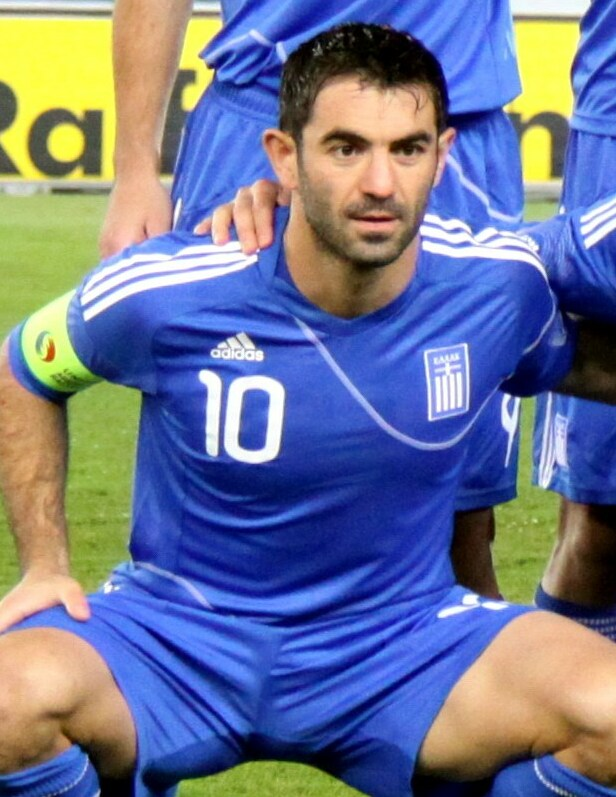
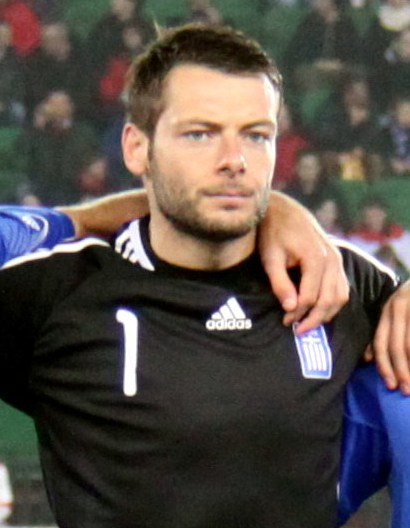
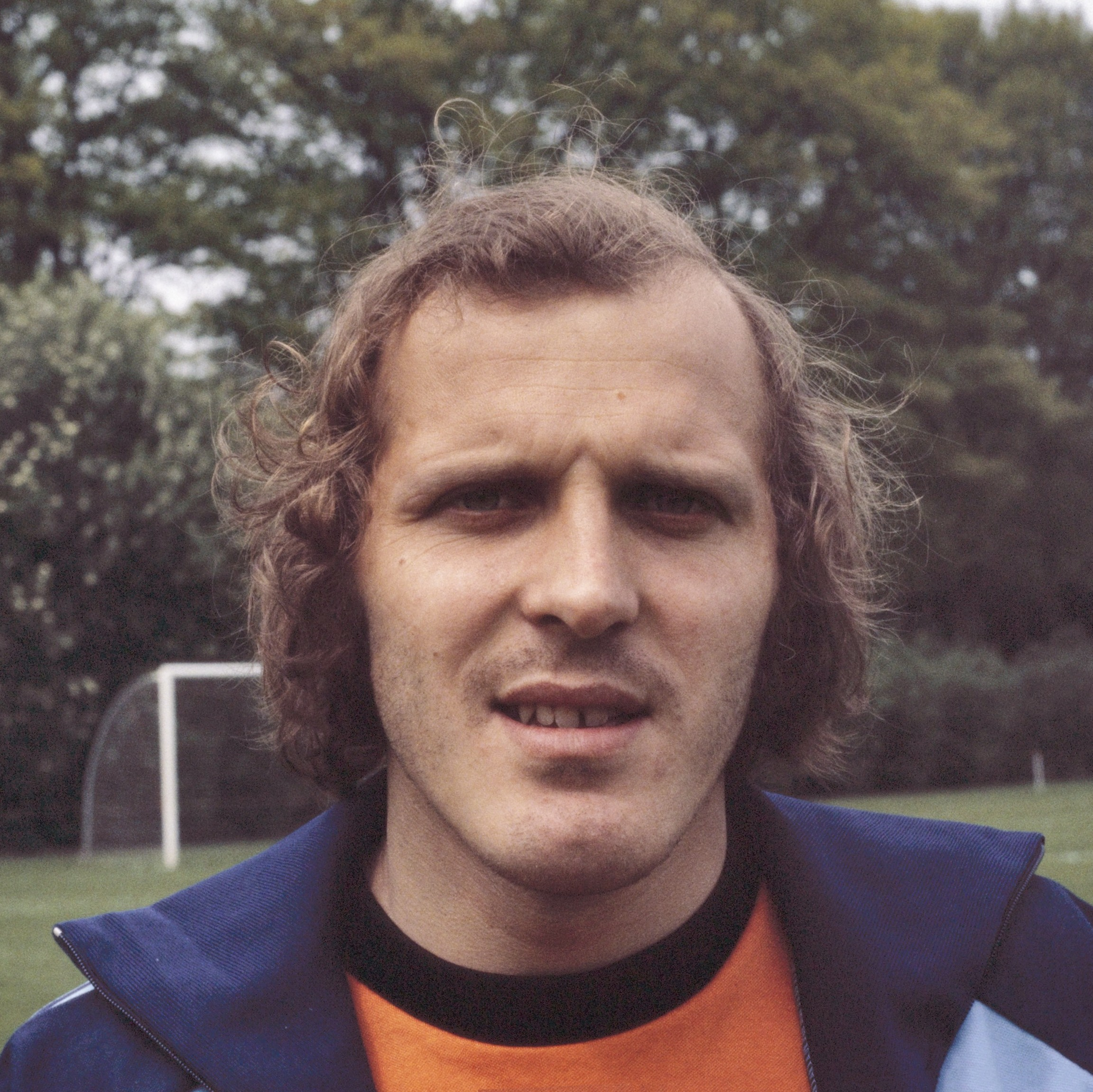

## وصلات خارجية
- Official website قالب:Gr icon
- Apollon Smyrnis Fansite قالب:Gr icon